# Bangkok Traffic (Love) Story
Bangkok Traffic (Love) Story (tiếng Thái: รถไฟฟ้า มาหานะเธอ, RTGS: Rot Fai Fa Ma Ha Na Thoe) là bộ phim điện ảnh của Thái năm 2009 do hãng GTH sản xuất. Phim được Adisorn Tresirikasem đạo diễn và biên kịch Navapol Thamrongruttanarit.

## Nội dung
Mei Li, 30 tuổi, vẫn còn trẻ trung và rất xinh đẹp nhưng lại chưa có bất kỳ mối tình nào đáng nhớ thực sự. Một ngày nọ, Mei Li tình cờ gặp nhân viên kỹ sư Lung tại Bangkok và trái tim của cô rung động ngay lập tức. Cô tự hỏi bản thân tại sao một anh chàng tuyệt vời thế lại vất vả đi làm một công việc ban đêm vất vả như vậy. Vì tin rằng anh ta là người đàn ông lý tưởng trong cuộc đời mình nên Mei Li đã chủ động tấn công Lung. Tuy nhiên, kỹ năng "tán trai" của cô là quá kém cỏi và để vuột mất "con mồi" vào tay cô hàng xóm Pluen của anh ta. Liệu cuối cùng Mei Li có dành được trái tim người đàn ông của đời mình.

## Diễn viên
- Cris Horwang: Mei Li
- Theeradej Wongpuapan: Loong (Lung)
- Panisara Primpru: Ped
- Ungsumalynn Sirapatsakmetha: Plern
- Charlie Trairat: bạn trai cũ của Plern
- Taksaorn Paksukcharern: Kop Kavita
- Chaleumpol Tikumpornteerawong: hành khách
- Pookie Paweenut Pangnakorn: bạn Mei Li
- Suporn Sangkaphibal: mẹ Mei Li
- Jirawat Wachirasaranaphat: bố Mei Li
- Komgrit Triwimol: tài xế taxi
- Pattarasaya Kreursuwansiri: Dee Dee
- Chantavit Dhanasevi
- Jarinporn Joonkiat
- Sunny Suwanmethanon

## Đón nhận
Chuyện Tình Bangkok – Bangkok Traffic Love Story chính là sự kết hợp hoàn hảo giữa cặp đôi Ken Theeradeth Wongpuapan và Cris Horwang️, hai cái tên kỳ cựu của điện ảnh Thái Lan và được giới chuyên môn đánh giá rất cao. Sau khi công chiếu vào năm 2009, tác phẩm đã nhanh chóng nhận được sự ủng hộ nhiệt thành từ phía khán giả, những lời khen có cánh cho kịch bản và diễn xuất. Ngoài ra, cũng không thể không kể đến những đóng góp thầm lặng của đạo diễn Ping Adisorn Trisirikasem.. Bộ phim đã gây tiếng vang lớn với doanh thu khủng khi thu về 57 triệu bath ngay tuần công chiếu đầu tiên và 140 triệu baht sau 1 tháng, nhanh chóng trở thành phim triệu đô của điện ảnh Thái Lan.

## Giải thưởng
| Giải                                 | Hạng mục                                                       | Kết quả   |
| ------------------------------------ | -------------------------------------------------------------- | --------- |
| People's Choice Awards 2009          | Best Picture                                                   | Đoạt giải |
| People's Choice Awards 2009          | Best Actor (Theeradej Wongpuapan)                              | Đoạt giải |
| People's Choice Awards 2009          | Best Actress (Cris Horwang)                                    | Đoạt giải |
| 7th Kom Chad Luek Awards             | Best Picture                                                   | Đề cử     |
| 7th Kom Chad Luek Awards             | Best Director                                                  | Đề cử     |
| 7th Kom Chad Luek Awards             | Best Actress (Cris Horwang)                                    | Đoạt giải |
| Top Awards 2009                      | Best Picture                                                   | Đoạt giải |
| Top Awards 2009                      | Best Director                                                  | Đoạt giải |
| Top Awards 2009                      | Best Actress (Cris Horwang)                                    | Đề cử     |
| Top Awards 2009                      | Best Actor (Theeradej Wongpuapan)                              | Đoạt giải |
| Top Awards 2009                      | Favourite Breakout Movie Actress (Ungsumalynn Sirapatsakmetha) | Đoạt giải |
| 7th Starpics Thai Film Awards        | Best Picture                                                   | Đoạt giải |
| 7th Starpics Thai Film Awards        | Best Actress (Cris Horwang)                                    | Đoạt giải |
| 3rd Chalerm Thai Awards              | Best Picture of the Year                                       | Đề cử     |
| 3rd Chalerm Thai Awards              | Best Actor of the Year (Theeradej Wongpuapan)                  | Đề cử     |
| 3rd Chalerm Thai Awards              | Best Actress of the Year (Cris Horwang)                        | Đoạt giải |
| 18th Bangkok Critics Assembly Awards | Best Director                                                  | Đề cử     |
| 18th Bangkok Critics Assembly Awards | Best Actress (Cris Horwang)                                    | Đoạt giải |
| 18th Bangkok Critics Assembly Awards | Best Film Directing                                            | Đề cử     |
| 18th Bangkok Critics Assembly Awards | Best Film Editing                                              | Đề cử     |
| 18th Bangkok Critics Assembly Awards | Best Art Direction                                             | Đề cử     |
| 18th Bangkok Critics Assembly Awards | The Highest-Grossing Film                                      | Đoạt giải |
| 19th Thai National Film Awards       | Best Actress (Cris Horwang)                                    | Đoạt giải |
| 19th Thai National Film Awards       | Best Costume Design                                            | Đề cử     |
| 19th Thai National Film Awards       | Best Makeup                                                    | Đề cử     |
| 3rd Nine Entertain Awards            | Best Picture of the Year                                       | Đề cử     |
| 3rd Nine Entertain Awards            | Best Actress (Cris Horwang)                                    | Đề cử     |
| 7th Hamburger Awards                 | Best Picture                                                   | Đề cử     |
| 7th Hamburger Awards                 | Best Director                                                  | Đề cử     |
| 7th Hamburger Awards                 | Best Actress (Cris Horwang)                                    | Đoạt giải |
| 7th Hamburger Awards                 | Best Supporting Actress (Ungsumalynn Sirapatsakmetha)          | Đề cử     |
| 7th Hamburger Awards                 | Favourite Scene-Stealing Actor (Charlie Trairat)               | Đề cử     |
| 7th Hamburger Awards                 | Favourite Scene-Stealing Actor (Sunny Suwanmethanont)          | Đề cử     |
| 7th Hamburger Awards                 | Best Original Song                                             | Đề cử     |